# Alessandro Melani
Pour les articles homonymes, voir Melani.
Alessandro Melani est un compositeur italien né à Pistoia le 4 février 1639, et mort à Rome le 3 octobre 1703.

## Biographie
Originaire d'une famille de musiciens de Pistoia, il est maître de chapelle des cathédrales d'Orvieto et de Ferrare avant de remplacer son frère Jacopo à Pistoia. En 1667, il est maître de chapelle à Sainte-Marie-Majeure de Rome, grâce en partie à l'influence d'Atto Melani auprès du pape Clément IX et en 1672, maître de chapelle à Saint-Louis-des-Français pendant 26 ans.